# Chalet Bourda
Le Chalet Bourda plus connu aujourd'hui sous le nom de Résidence préfectorale est une maison sur pilotis située sur la commune de Cayenne en Guyane.

## Histoire
Ce chalet destiné à être une vaste résidence secondaire fut construit en 1874 par Jean-Louis Loubère, alors gouverneur de la Guyane à l’époque. Ce bâtiment fut utilisé par les gouverneurs de Guyane jusqu'en 1947, date de la départementalisation, et est aujourd’hui la résidence officielle des préfets du territoire.

## Caractéristiques
La résidence comprend la maison principale, un pavillon dit des ministres, l’escalier principal, un accès pavé à la mer, une clôture avec son mur de soutènement, un carbet et une piscine.

## Protection
La résidence est classée au titre des monuments historiques par arrêté du 24 décembre 2013 à l'exception de ses aménagements modernes composés de la piscine et du carbet.